# Linka 7 (metro v Ciudad de México)
Linka 7 je jedna z linek metra v Ciudad de México, je značena oranžovou barvou. Linka má 14 stanic a dlouhá je 18,784 km.

## Chronologie otevírání jednotlivých úseků
| Úsek                           | Datum otevření     |
| ------------------------------ | ------------------ |
| Tacuba – Auditorio             | 20. prosince 1984  |
| Auditorio – Tacubaya           | 22. srpna 1985     |
| Tacubaya – Barranca del Muerto | 19. prosince 1985  |
| Tacuba – El Rosario            | 29. listopadu 1988 |

## Provoz
Linka 7 se kříží s linkami metra 1, 2, 6, 9, 12 a linkami Metrobusu 6, 7.

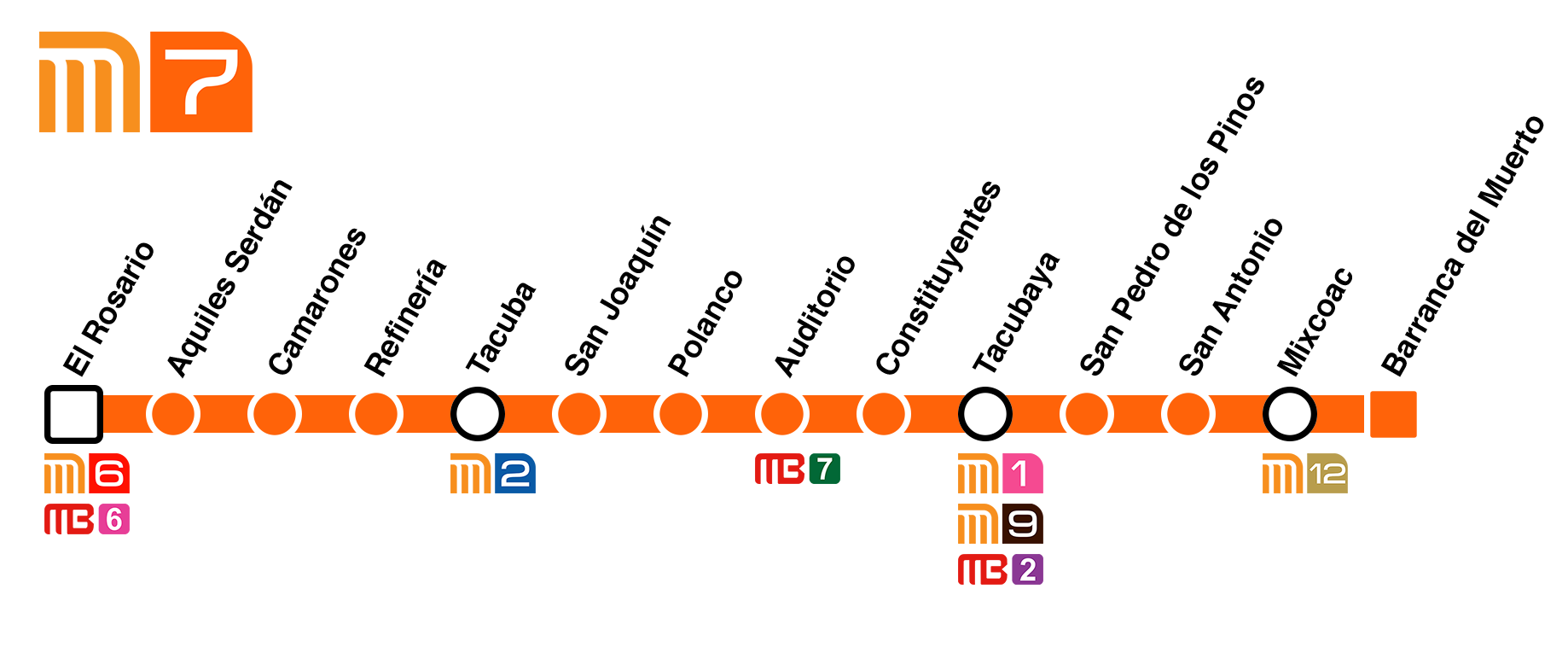
Plán Linky 7

### Seznam stanic

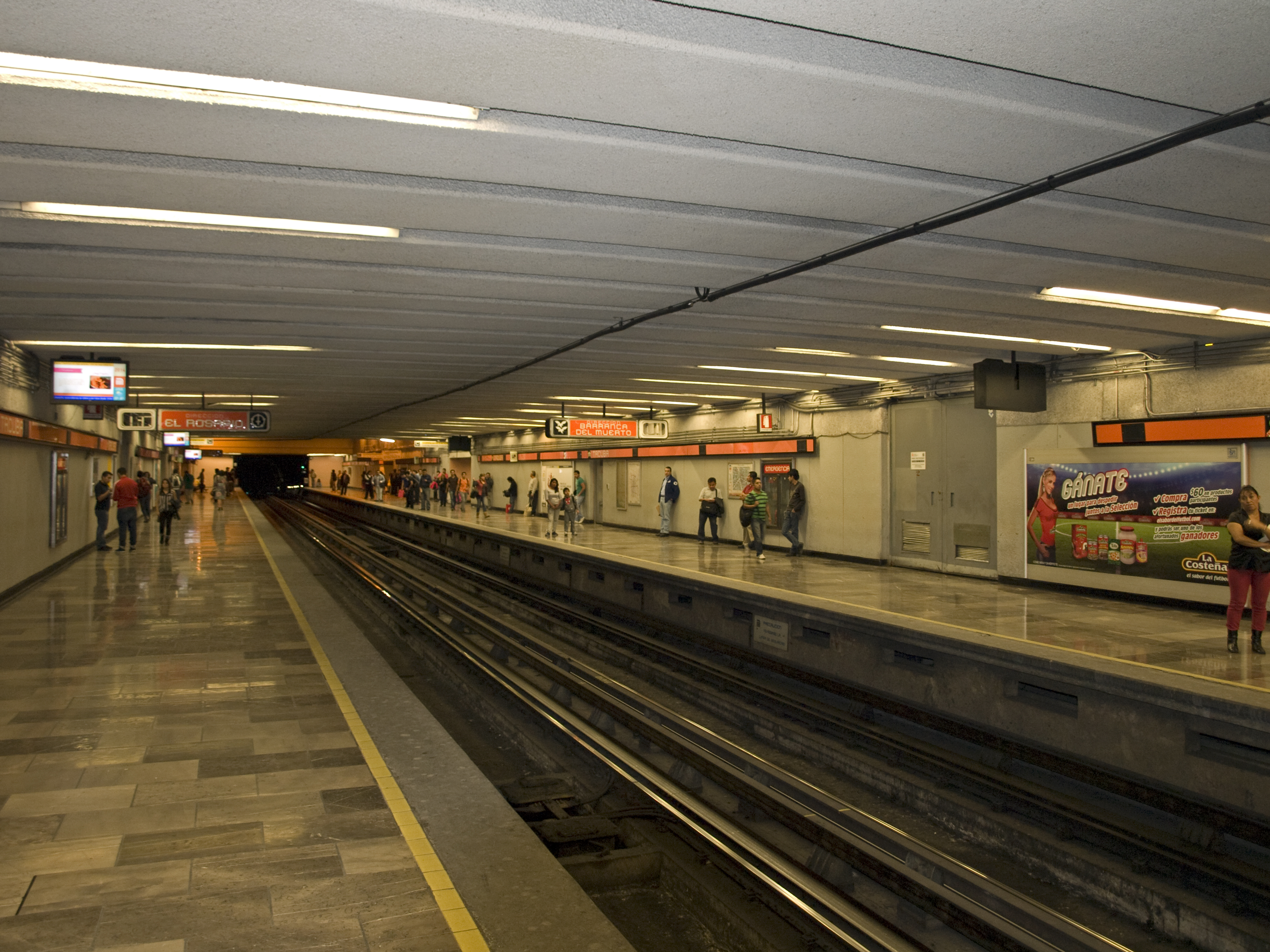
Stanice Tacuba

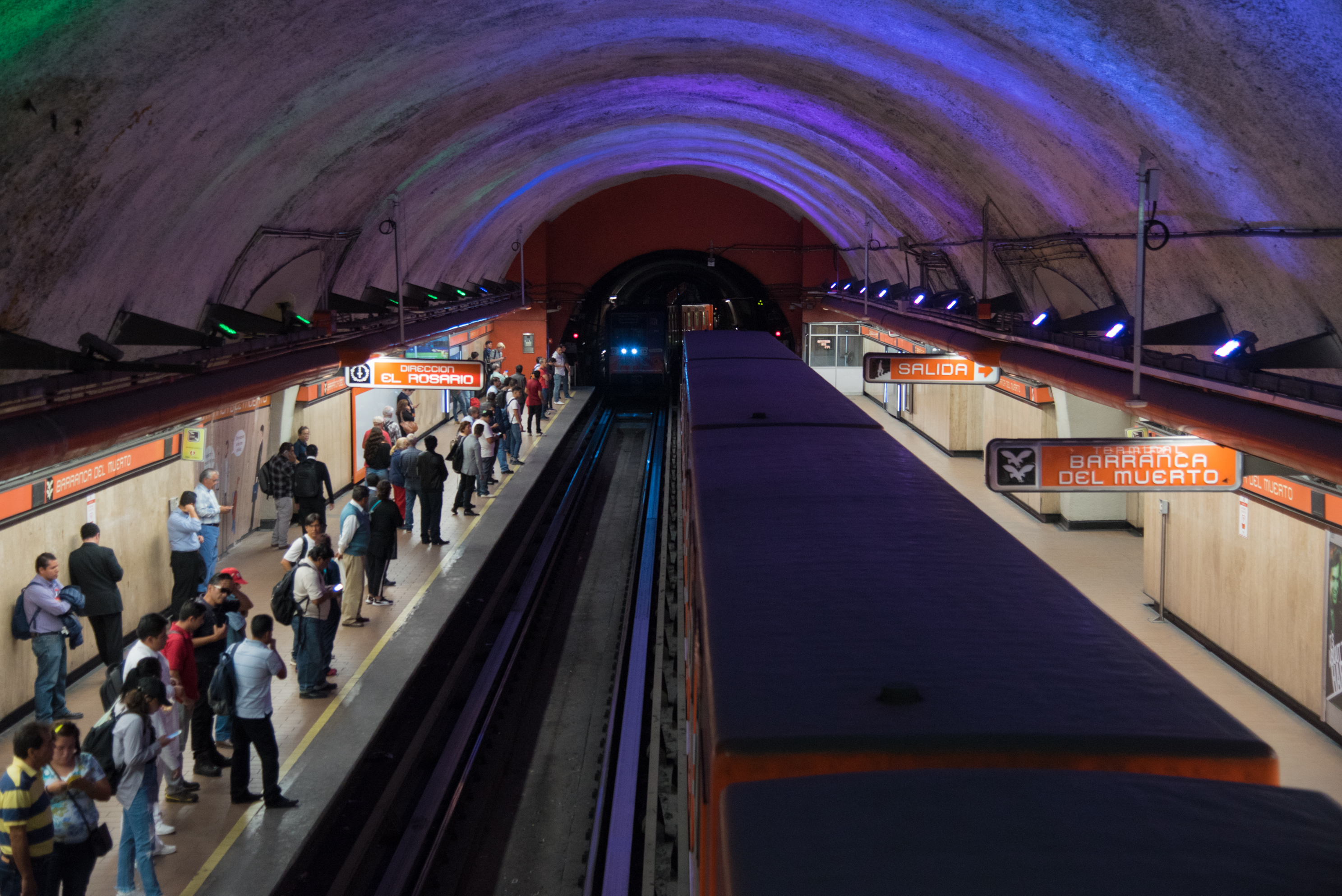
Stanice Barranca del Muerto

| Linka 7 | Linka 7                | Linka 7  | Linka 7                        |
| Č.      | Stanice                | Přestupy | Městský obvod                  |
| ------- | ---------------------- | -------- | ------------------------------ |
| 1       | El Rosario             |          | Azcapotzalco                   |
| 2       | Aquiles Serdán         |          | Azcapotzalco                   |
| 3       | Camarones              |          | Azcapotzalco                   |
| 4       | Refinería              |          | Azcapotzalco                   |
| 5       | Tacuba                 |          | Miguel Hidalgo                 |
| 6       | San Joaquín            |          | Miguel Hidalgo                 |
| 7       | Polanco                |          | Miguel Hidalgo                 |
| 8       | Auditorio              |          | Miguel Hidalgo                 |
| 9       | Constituyentes         |          | Miguel Hidalgo                 |
| 10      | Tacubaya               |          | Miguel Hidalgo                 |
| 11      | San Pedro de los Pinos |          | Benito Juárez                  |
| 12      | San Antonio            |          | Benito Juárez                  |
| 13      | Mixcoac                |          | Benito Juárez                  |
| 14      | Barranca del Muerto    |          | Benito Juárez / Álvaro Obregón |